# Ras Atiya
Ras Atiya (àrab: رأس عطيّه, Raʾs ʿAṭṭiyya; hebreu: ראס עטיה‎) és una vila palestina de la governació de Qalqilya, a Cisjordània, situada a 27 kilòmetres al sud de Tulkarem i 11 kilòmetres al sud de Qalqilya. Segons l'Oficina Central Palestina d'Estadístiques tenia 1.895 habitants el 2016.
El 1882, el Survey of Western Palestine del Fons per a l'Exploració de Palestina va trobar a Kh. Ras et Tireh: «murs i cisternes.»